# Kradibia hilli
Kradibia hilli är en stekelart som beskrevs av Wiebes 1978. Kradibia hilli ingår i släktet Kradibia och familjen fikonsteklar.
Artens utbredningsområde är:
- Tanzania.
- Uganda.

Inga underarter finns listade i Catalogue of Life.